# Die drei Wochen
Die drei Wochen (hebräisch שלושת השבועות schloschet haschawuot) sind die Periode zwischen dem 17. Tammus und dem 9. Av im jüdischen Kalender. Sie sind Tage der Trauer über die Zerstörung des Jerusalemer Tempels. Im Hebräischen werden diese Tage auch „Tage inmitten der Bedrängnisse“ (ימי בין המצרים bein ha-metzarim) genannt, nach Klagelieder 1,3 : „All ihre Verfolger holten sie ein mitten in der Bedrängnis“.
Der jüdischen Überlieferung zufolge werden sich in den Tagen des Messias die Trauertage der drei Wochen in Tage überschwänglicher Freude wandeln.

## Halacha
Während dieser Periode schreibt die Halacha vor:
- die Haare nicht zu schneiden
- keine Hochzeiten zu veranstalten
- keine neuen Kleider zu tragen oder zu kaufen
- vom 1. bis zum 9. Av weder Fleisch noch Wein zu genießen, mit Ausnahme von Schabbat und einer religiösen Feier (סְעוּדָה מצוה Se’udat Mitzwa)
- keine neue Wohnung zu beziehen

## Gregorianisches Datum
Jeder Festtag beginnt am Vorabend, denn im jüdischen Kalender dauert der Tag vom Vorabend bis zum Abend des Tages – nicht von 0 bis 24 Uhr.
| Jüdisches Jahr | Die drei Wochen            |
| -------------- | -------------------------- |
| 5784           | 23. Juli – 13. August 2024 |
| 5785           | 13. Juli – 3. August 2025  |
| 5786           | 2. Juli – 23. Juli 2026    |
| 5787           | 22. Juli – 12. August 2027 |

## Lesungen der Schabbatgottesdienste
Bei den Gottesdiensten in der Synagoge am Schabbat werden besondere Haftarot gelesen.